# Chauvinismus
Chauvinismus [ʃovi'nɪsmʊs] ist der Glaube an die Überlegenheit der eigenen Gruppe.
Chauvinismus im ursprünglichen Sinn ist ein häufig aggressiver Nationalismus, bei dem sich Angehörige einer Nation gegenüber Menschen anderer Nationen überlegen fühlen und sie abwerten. Der Begriff wird in der Soziologie häufig auch zur Charakterisierung anderer Überlegenheitseinstellungen verwendet, wie des sozial- oder genderspezifischen Chauvinismus.

## Wortherkunft
Das Wort leitet sich vom Namen des legendären, übertrieben patriotischen Rekruten Nicolas Chauvin her, der in der Armee von Napoléon Bonaparte gedient hatte und 17-mal verwundet worden sein soll. Sein übersteigerter Idealismus wurde in der Figur Nicolas Chauvin im französischen Lustspiel La Cocarde tricolore (1831, Paris) der Brüder Cogniard verewigt und in zahlreichen Vaudevilles karikiert, wodurch der Begriff des Chauvinismus geboren wurde.

## Staatlicher Chauvinismus
Aus unterschiedlichen Gründen kann der Chauvinismus nicht nur die öffentliche Meinung beherrschen, sondern auch als politische und ganz besonders auch staatliche Propaganda betrieben werden. Er resultiert nicht selten in Formen des Nationalhasses (so zum Beispiel im 19. und 20. Jahrhundert in der sogenannten deutsch-französischen Erbfeindschaft).

### Voraussetzungen
Als Voraussetzung für das Entstehen von radikalem Nationalismus in einem Nationalstaat wird eine Krise des nationalen Selbstbewusstseins angesehen. Dazu gehört eine außerordentliche Bedrohung von außen oder eine Gefahr für die Existenz der Nation, oder ein Ereignis, das das nationale Selbstwertgefühl verletzt hat, beispielsweise eine militärische, wirtschaftliche oder politische Niederlage.
Dem Soziologen Eugen Lemberg zufolge tritt die Gefahr für die nationale Existenz immer dann ein, wenn die Integrationskraft für den Fortbestand der Nation schwindet, weil sie dann auf die Gefahr der Desintegration mit dem radikalen Nationalismus antwortet. Als Beleg führt er den deutschen Nationalismus nach 1918 in der Weimarer Republik aufgrund der militärischen Niederlage im Ersten Weltkrieg an.
Dieser stellte sich in radikaler Form als Erneuerer der Nation dar und suchte Schuldige für den Ausgang des Krieges. Der militärische Zusammenbruch führte zu der Umdeutung der Kriegsniederlage als „Ende des monarchischen Systemes“, während das Volk keine Niederlage erfahren hätte (vgl. Dolchstoßlegende). Deswegen führte der Zusammenbruch zur Betonung der „kulturellen Sendung“ der Deutschen, wobei aus dem Glauben an die Nation der Wiederaufstieg ermöglicht werden sollte. Dazu gehörte auch der politische Aspekt des „Diktats von Versailles“.

### Wurzeln und Organisationen
Die übersteigerte Form des Nationalismus gilt als ein Merkmal der sogenannten verspäteten Nationen, bei denen zwischen der Idee, sich als Nation zu konstituieren, und der Bildung des Nationalstaates in gesicherten Grenzen ein größerer Zeitraum liegt. Dies führt zu einer großen zeitlichen Distanz zwischen Idee und Realisierung, wobei frühere Ideen verworfen, radikalisiert und verfälscht werden. Sie können populärer und emotionalisierter werden, was die Gefahr einer instrumentalisierenden Steuerung (= Propaganda) erhöht. So werden Minderwertigkeitsgefühle des kollektiven Gedächtnisses in aggressiver, übersteigerter Form kompensiert.
Machteliten und ihnen zugehörige Politiker benutzen den radikalen Nationalismus oft, um auf Machtausübung gerichtete Ziele besser erreichen zu können. Notwendigerweise wird dazu meistens Fremdenfeindlichkeit propagiert.
So existierten im Deutschen Reich zahlreiche „nationale Verbände“, die an frühere Traditionen anschließen. Hier sei der Alldeutsche Verband (1891 bis 1939) als wichtigster Vertreter genannt. Mit der PSI (gegründet 1892) zeichnete sich in Italien eine ähnliche Entwicklung bis hin zu Mussolini ab, wie auch in der Zweiten Polnischen Republik seit 1918.

## Genealogie
Der Aspekt der biologischen Zusammengehörigkeit, des Sozialdarwinismus, eines Volkes ist ein besonderes Merkmal des radikalen Nationalismus, da er die bisherigen emotionalen Bindungen in Form eines Nationalbewusstseins vertieft. Verwandtschaften werden von der eigenen Familie und Sippe auf eine weitaus größere Gruppe erhöht. Zwischen dieser vergrößerten ethnischen Abstammung und anderen kulturellen Werten wird nun eine Beziehung vermutet, womit ein höherer Identifikationsgrad geschaffen wird – quasi die Verwandtschaft mit dem gesamten Volk. Ein Beispiel für staatliche Maßnahmen waren in Deutschland die Nürnberger Gesetze.
Diese enge, emotionale und ethnische Bindung wird innerhalb der Propaganda im radikalen Nationalismus als naturgegeben bezeichnet.

## Genderspezifischer Chauvinismus
Von der Frauenbewegung wurde in den 1970er Jahren der Begriff male chauvinism (englisch für „männlicher Chauvinismus“, auch „Misogyn-Chauvinismus“; umgangssprachlich „Chauvi“ für einen Chauvinisten) geprägt und in verschärfter Form als Schimpfwort „MCP“ (male chauvinist pig) verwendet. Er bezeichnet patriarchalisch geprägte bzw. sich so verhaltende Männer, die glauben, allein aufgrund ihres Geschlechts einen Überlegenheitsanspruch gegenüber Frauen herleiten zu können (siehe auch Machismus). Reiner Frauenhass wird als Misogynie bezeichnet. Androzentrismus dagegen bezeichnet eine gesellschaftlich/überindividuell praktizierte Denk-, Sicht- und Orientierungsweise (z. B. von Institutionen), nach der eine Überlegenheit von Männlichkeit nicht direkt behauptet, sondern eine männlichkeitsorientierte Perspektive unhinterfragt in den Mittelpunkt gestellt wird. Das gesellschaftlich dem „Weiblichen“ Zugeschriebene wird hingegen als Abweichung vom vermeintlich Normalen aufgefasst, bis dieses somit – ähnlich wie bei anderen „-zentrismen“ – erst indirekt, verdeckt und schließlich auch praktisch zu etwas Unterlegenem wird.

### Negativpreis „Chauvi des Jahres“
Von 1988 bis in die 1990er Jahre wurde von der Gleichstellungsstelle der Berliner SPD-Fraktion der Negativpreis „Chauvi des Jahres“ verliehen. Die Trophäe war eine Schürze. Preisträger waren:
- 1988: Wolfram Engels[7]
- 1989: Elmar Pieroth[8]
- 1990: Holger Fuß
- 1991: FIL[9]
- 1992: Horst-Dieter Keitel[10]
- 1993: Klaus-Jürgen Schwahn[11]
- 1994: Georg Gafron[12]
- 1995: Lothar Gall[13]
- 1998: Günter Rexrodt[14]

## Weitere Formen

### Sozialchauvinismus
Der von Lenin verwendete Begriff Sozialchauvinismus bezeichnete das historische Phänomen des Nationalchauvinismus von Führern sozialdemokratischer oder sozialistischer Parteien zu Beginn des 20. Jahrhunderts.
Im zeitgenössischen Sprachgebrauch zielt der Begriff „Sozialchauvinismus“ oder „sozialer Chauvinismus“ dagegen auf schicht-, milieu- oder klassenbezogenes Überlegenheitsdenken. Er kann als Synonym für Klassismus verwendet werden.

### Religiöser Chauvinismus
Religiöse Chauvinisten glauben an die Superiorität ihrer Religion und fühlen sich als Angehörige ihrer Religion den Angehörigen anderer Religionen überlegen.

### Sprachchauvinismus
Der Sprachchauvinismus als Merkmal ist entsprechend die extreme Abwertung der Sprachen anderer Gebiete oder Länder verbunden mit der extremen Aufwertung der eigenen Sprache. Dies kann auch zur Unterdrückung oder sogar Beseitigung indigener Sprachen führen (Annexion, Kolonialismus).
Bedeutung gewinnt der sprachliche Chauvinismus auch bei der sog. „nationalen Wiedergeburt“ im Rahmen der Ethnogenese, welche sich auf gemeinsame Sprache beruft und eine Sprachnation etablieren möchte (siehe auch: Kulturnation). Dabei begleiten den Sprachchauvinismus oft Sprachreinigungen und politische Kontroversen zur Änderung des bisherigen Status als sprachliche Minderheit (Kontaktsprache).